# 2nd Vermont Infantry
Le 2d Regiment, Vermont Volunteer Infantry (ou 2d VVI) est un régiment d'infanterie d'une durée de trois ans, de l'armée de l'Union pendant la guerre de Sécession. Il sert sur le théâtre oriental, principalement dans le VIe corps, de l'armée du Potomac, à partir de juin 1861 jusqu'en juillet 1865. Il fait partie de la célèbre brigade du Vermont.

## Organisation
En juillet 1861, le Congrès des États-Unis autorise le président Abraham Lincoln à appeler 500 000 hommes, pour servir pendant trois ans, sauf s'ils sont libérés plus tôt. Le 2d Vermont Infantry est le premier régiment de trois ans de l'État à être envoyé sur le terrain à la suite de cet appel, et il sert plus longtemps que tous les autres unités du Vermont sauf une, le 7th Vermont Infantry. Il est organisé de dix compagnies de la milice de Brattleboro, Burlington, Castleton, Fletcher, Ludlow, Montpelier, Tunbridge, Vergennes et Waterbury(p6).
Le poste de colonel du régiment est initialement offert à Israel B. Richardson, originaire du Vermont, mais il a accepté le commandement du 2nd Michigan Infantry. Richardson recommande un camarade de promotion de l'académie militaire de West Point, Henry H. Whiting, et il reçoit une commission par le gouverneur Erastus Fairbanks, le 6 juin 1861(p7). George J. Stannard, de St. Albans, est nommé lieutenant-colonel, et Charles H. Joyce, un jeune avocat de Northfield, est nommé commandant(p8).

## Service
Le régiment rejoint à Burlington et entre au service des États-Unis 20 juin 1861(p66). Quatre jours plus tard, le régiment part pour Washington, DC, arrivant le 26 juin 1861. Il est d'abord inséré dans une brigade avec trois régiments du Maine sous le commandement du colonel Oliver O. Howard(p20),. Le régiment est envoyé le 10 juillet 1861 à Alexandria en Virginie(p21). Le lendemain, deux compagnies du régiment effectuent leur première opération de la guerre en effectuant une reconnaissance sur le chemin de fer d'Orange et Alexandria(p21-2).

### Première bataille de Bull Run
À ce moment de la guerre, les hommes du régiment portent des uniformes gris, à l'instar de plusieurs autres régiments de l'Union. La similarité avec la couleur des uniformes confédérés va être la source de plusieurs incidents au cours de la bataille. Le régiment part pour Manassas le 16 juillet(p25-6). La division d'Heintzelman est envoyée à l'extrême gauche du dispositif de l'Union et le 2d Vermont Infantry est à l'arrière de la colonne. La marche est retardée par le franchissement de ponts brûlés et d'autres obstacles(p69-70). L'ensemble des officiers supérieurs, à l'exception du commandant Joyce, est à pied. Le lendemain, avec le reste de la brigade, le régiment atteint Sangster's Station. Comme beaucoup de troupes inexpérimentées, les troupes ont épuisé les rations de trois jours en une journée et demi et la fatigue de la marche se fait sentir. À 17 heures, le 17 juillet, la brigade d'Howard part pour Little Rocky Run à 1 mille (1,6 kilomètre) au sud de Centreville. Le lendemain, les hommes du 2d Vermont Infantry partent fourrager dans les environs pour compléter son ravitaillement, en contradiction avec les ordres de McDowell(p25-6). Le 21 juillet, la brigade participe à la première bataille de Bull Run. La division d'Heintzelman doit traverser le Bull Run à un guet non gardé de Sudley Springs pour prendre par surprise la gauche confédérée et la repousser(p71). Cependant, comme le régiment ferme la marche de la division, il ne se met en mouvement qu'à 7 heures du matin. Les hommes laissent leurs tentes sur place avec leur sac à dos à l'intérieur et emportent 40 cartouches et leur couverture. Alors que la brigade d'Howard quitte la route à péage à 3 milles (4,8 kilomètres) de Centreville, elle est stoppée par McDowell. Elle est arrêtée pendant quatre heures. Entre midi et treize heures, la brigade d'Howard est rappelée et revient par le gué de Sudley Springs sous une chaleur de plomb. Elle arrive sur le lieu des combats vers quinze heures. Alors que le 2d Vermont Infantry monte sur une colline, il est pris sous le feu des batteries confédérées et subit ses premières pertes de la guerre. Le colonel Howard forme sa brigade en deux lignes, composées du 2d Vermont Infantry et du 3rd Maine Infantry. Le régiment est le premier de la brigade à atteindre la crête de la colline et s'arrête à environ 300 mètres de la ligne ennemie positionnée à l’orée des bois. Il ouvre le feu, avec dix à quinze salves par homme, repoussant les confédérés. Le régiment tient la position pendant une demi-heure avant que le colonel Whiting ordonne au régiment de partir sur la droite. Mais seulement, une partie du régiment suit l'ordre. Puis, le régiment, qui garde son organisation, se replie et traverse de nouveau la route à péage et se retrouve sur la route embouteillée par les ambulances, les wagons de munitions et d'artillerie(p73-81). Le régiment subit 68 pertes : 2 tués, 35 blessés et 31 disparus.
Le 12 août 1861, le régiment est transféré à Chain Bridge, où il campe avec le 3rd Vermont Infantry, 6th Maine Infantry et 33rd New York Infantry. En septembre, le 4th, le 5th et le 6th Vermont Infantry rejoignent le 2d et le 3rd pour former la célèbre « vieille brigade du Vermont », sous le commandement du nouvellement promu brigadier général William Farrar Smith, précédemment commandant du 3rd Vermont Infantry. Smith est bientôt affecté au commandement de la division de laquelle la brigade du Vermont fait partie, et William T. H. Brooks, originaire de l'Ohio, mais fils d'un Vermonter, prend le commandement.

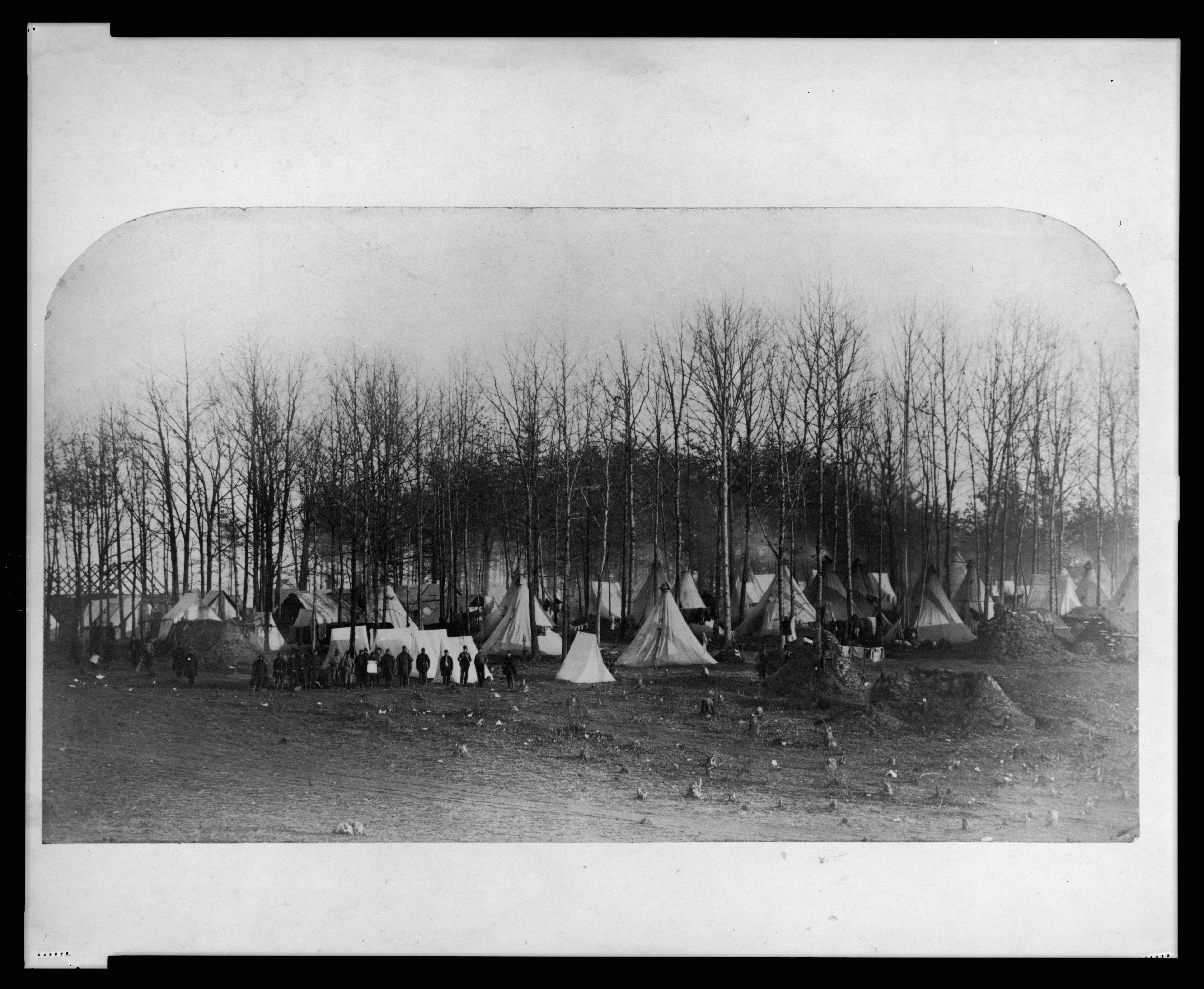
Camp du au camp Griffin en Virginie.

L'histoire du régiment à partir de ce point est essentiellement celle de la brigade du Vermont, sauf pour les nombreux changements de personnes.
Le colonel Whiting démissionne le 9 février 1863, et est remplacé par James H. Walbridge, qui commande le régiment jusqu'à ce qu'il démissionne le 1er avril 1864. Il est remplacé par Newton Stone, qui est tué au combat lors de la bataille de la Wilderness, le 5 mai 1864. Son successeur, John S. Tyler, est blessé le 5 mai, et meurt de ses blessures le 23 mai. Amasa Tracy, son remplaçant, commande le régiment jusqu'à sa dissolution.
Le lieutenant-colonel George J. Stannard est promu colonel du 9th Vermont Infantry le 21 mai 1862, et, plus tard, commande la 2nd Vermont Brigade, qui gagne des honneurs pour avoir participé à repousser de la charge de Pickett lors de la bataille de Gettysburg, le 3 juillet 1863.
Les membres d'origine du régiment, qui ne se sont pas réengagés, quittent le service le 29 juin 1864. Des recrues pour une année et d'autres dont le terme doit expirer avant le 1er octobre 1865, quittent le service le 19 juin 1865. Les officiers et les hommes restants quittent le service le 15 juillet.

## Pertes
Au cours du conflit, le régiment subit 751 victimes (morts au combat ou blessés) soit 40% des 1 858 officiers et hommes du rang engagés(p62).

## Médaille d'honneur
Cinq membres du régiment reçoivent la médaille d'honneur.
- Dayton P. Clarke, capitaine, de la compagnie F, est crédité d'une « conduite distinguée, dans un combat au corps à corps désespéré tout en commandant le régiment », à la bataille de Spotsylvania, le 12 mai 1864.
- Éphraim W. Harrington, sergent, dans la compagnie G, « a porté les couleurs au sommet des hauteurs et presque jusqu'à la gueule des canons ennemi », à la bataille de Fredericksburg, le 3 mai 1863.
- William W. Noyes, soldant, dans la compagnie F, « debout sur le sommet du parapet, [il] a délibérément visé et tiré pas moins de 15 coups dans les lignes ennemies, mais à seulement quelques mètres », à Spotsylvania, le 12 mai 1864.
- Augustus J. Robbins, second Lieutenant, dans la compagnie B, « tandis que servant volontairement en tant qu'officier d'état-major a fait retraiter avec succès un régiment à travers et autour d'une position fortement exposée jusqu'à la fin du commandement ; a été grièvement blessé », à Spotsylvania, le 12 mai 1864.
- Amasa S. Tracy, lieutenant-colonel, servant avec le lieutenant H. E. Farrell « a pris le commandement et a dirigé la brigade lors de l'assaut contre les ouvrages ennemis », à la bataille de Cedar Creek, le 19 octobre 1864.

## Combats
| Combats                                | Combats           |
| -------------------------------------- | ----------------- |
| Première bataille de Bull Run          | 21 juillet 1861   |
| Bataille de Warwick Creek              | 6 avril 1862      |
| Bataille à Lee's Mills                 | 16 avril 1862     |
| Bataille de Garnett's & Golding's Farm | 26 juin 1862      |
| Bataille de Savage's Station           | 29 juin 1862      |
| Bataille de White Oak Swamp            | 30 juin 1862      |
| Bataille de Crampton's Gap             | 14 septembre 1862 |
| Bataille d'Antietam                    | 17 septembre 1862 |
| Bataille de Fredericksburg             | 13 décembre 1862  |
| Bataille de Marye's Heights            | 3 mai 1863        |
| Bataille de Salem Church               | 4 mai 1863        |
| Bataille de Fredericksburg             | 5 juin 1863       |
| Bataille de Gettysburg                 | 3 juillet 1863    |
| Bataille de Funkstown                  | 10 juillet 1863   |
| Bataille de Rappahannock Station       | 7 novembre 1863   |
| Bataille de la Wilderness              | 5-10 mai 1864     |
| Bataille de Spotsylvaniat              | 10-18 mai 1864    |
| Bataille de Cold Harbor                | 1-12 juin 1864    |
| Bataille de Petersburg                 | 18 juin 1864      |
| Bataille de Charlestown                | 21 août 1864      |
| Bataille d'Opequon (Gilbert's Ford)    | 13 septembre 1864 |
| Bataille de Winchester (Opequon)       | 19 septembre 1864 |
| Bataille de Fisher's Hill              | 21 septembre 1864 |
| Bataille de Mount Jackson              | 24 septembre 1864 |
| Bataille de Cedar Creek                | 19 octobre 1864   |
| Bataille de Petersburg                 | 25 mars 1865      |
| Bataille de Petersburg                 | 2 avril 1865      |
| Bataille de Sailor's Creek             | 6 avril 1865      |

## Décompte final
| DÉCLARATION FINALE                                                        | DÉCLARATION FINALE |
| ------------------------------------------------------------------------- | ------------------ |
| Membres d'origine                                                         | 866                |
| Gain (recrues et transferes)                                              | 992                |
| --- Agrégation                                                            | 1858               |
| --- Pertes ---                                                            |                    |
| Tués au combat                                                            | 139                |
| Mort des blessures                                                        | 84                 |
| Mort de maladie                                                           | 136                |
| Mort dans les prisons confédérées                                         | 22                 |
| Mort d'un accident                                                        | 3                  |
| Exécuté                                                                   | 1                  |
| Total des décès                                                           | 385                |
| Promus dans d'autres régiments                                            | 8                  |
| Démobilisés                                                               | 446                |
| Démobilisés sans les honneurs                                             | 24                 |
| Désertions                                                                | 170                |
| Disparus                                                                  | 5                  |
| Transféré dans le corps de réserve des vétérans et d'autres organisations | 120                |
| --- Total des pertes                                                      | 773                |
| Libérés à divers moments                                                  | 700                |
| Total des blessés                                                         | 692                |
| Total des faits prisonniers                                               | 129                |

## Lectures complémentaires
- Coffin, Howard, Full Duty: Vermonters in the Civil War. Woodstock, VT.: Countryman Press, 1995.
- -----. The Battered Stars: One State's Civil War Ordeal during Grant's Overland Campaign. Woodstock, VT.: Countryman Press, 2002.
- Dyer, Frederick Henry, A Compendium of the War of the Rebellion. New York: T. Yoseloff, 1908. 3 vol.
- Poirier, Robert G., By the Blood of our Alumni: Norwich University Citizen-Soldiers in the Army of the Potomac. Mason City, IA: Savas Publishing Co., 1999.
- Rosenblatt, Emil and Ruth Rosenblatt, editors. Hard Marching Every Day: The Civil War Letters of Private Wilbur Fisk, 1861-1865. Lawrence: University Press of Kansas, 1983.
- U.S. War Department, The War of the Rebellion: A Compilation of the Official Records of the Union and Confederate Armies, 70 volumes in 4 series. Washington, D.C.: United States Government Printing Office, 1880-1901.
- Zeller, Paul G., The Second Vermont Volunteer Infantry Regiment, 1861-1865. Jefferson, NC: McFarland & Company, 2002.